# Чемпіонат світу з фехтування 2016
Чемпіонат світу з фехтування 2016 проходив на Арені Каріока 3 в Ріо-де-Жанейро, Бразилія, з 25 по 27 квітня 2016 року. До його програми входили лише дисципліни, що залишилися за програмою Олімпіади в Ріо.

## Підсумок

### Таблиця медалей
| Місце | Країна   | Золото | Срібло | Бронза | Загалом |
| ----- | -------- | ------ | ------ | ------ | ------- |
| 1     | Росія    | 2      | 0      | 0      | 2       |
| 2     | Угорщина | 0      | 1      | 0      | 1       |
| 2     | Італія   | 0      | 1      | 0      | 1       |
| 4     | Франція  | 0      | 0      | 1      | 1       |
| 4     | Румунія  | 0      | 0      | 1      | 1       |
| Total | Total    | 2      | 2      | 2      | 6       |

### Види
| Вид                      | Золото                                                                       | Срібло                                                                    | Бронза                                                               |
| ------------------------ | ---------------------------------------------------------------------------- | ------------------------------------------------------------------------- | -------------------------------------------------------------------- |
| Командна шабля, чоловіки | Росія Дмитро Даниленко Каміль Ібрагімов Микола Ковальов Олексій Якименко     | Угорщина Тамаш Деці Ніколас Іліяс Андраш Сатмарі Арон Сіладьї             | Румунія Алін Бадя Чипріан Челецану Тіберіу Дольнічану Юліан Теодосіу |
| Командна рапіра, жінки   | Росія Інна Дериглазова Лариса Коробейникова Аїда Шанаєва Аделіна Загідулліна | Італія Мартіна Батіні Еліза ді Франциска Аріанна Ерріго Валентина Веццалі | Франція Гаелль Жебе Астрід Гіяр Полін Ранв'є Ізаора Тібус            |

о

## Виноски
1. ↑  The 2014 FIE Congress. fie.org. 21 листопада 2014.
2. ↑  Invitation